# Marco Casagrande
Marco Mario Paolo Casagrande (Turku, Finlandia, 7 de mayo de 1971) es un arquitecto, escritor y profesor de arquitectura finlandés. Se graduó en el departamento de arquitectura de la Universidad Politécnica de Helsinki en 2001.

## Biografía

### Familia y primeros años
Casagrande nació en una familia muy diversa. Es descendiente de padres finlandeses e italianos católicos. La familia de su padre es originaria de una pequeña aldea llamada Moconesi, situada cerca de Génova, en el norte de Italia. 
La familia Casagrande estaba compuesta mayormente por jugueteros, artistas de circo y actores de comedia dell’arte. Antes de que su familia se mudara a Finlandia, hubo otros parientes que fundaron un negocio para manufacturar bicicletas en Riga, Letonia. Marco Casagrande es el primero de su familia en haber nacido con ciudadanía finlandesa. Fue criado en Ylitornio, Laponia, ciudad de donde proviene su madre. Después de pasar largos años en el noroeste de Finlandia, se mudó a Helsinki, donde estudió arquitectura.

### Mercenario y escritor
Después de servir varios años en el ejército finlandés, en 1993 Casagrande se ofreció como voluntario para las Fuerzas Defensivas de la República Croata de Bosnia-Herzegovina (HVO). Escribió bajo el sobrenombre Luca Moconesi un libro sumamente controvertido titulado Mostarin tien liftarit / Hitchhikers on the Road to Mostar (WSOY 1997) que trata sobre sus experiencias durante la Guerra Civil de Bosnia. Basado en sus descripciones de los crímenes de guerra cometidos por el personaje principal de su libro autobiográfico, cayó bajo la sospecha de ser un criminal de guerra. En su defensa, luego explicó que su libro era un trabajo de ficción.

## Arquitecto y artista
Después de ser seleccionado como finalista de la competición de arquitectura emergente por la revista Architectural Review en el (1999) Marco Casagrande y su socio Sami Rintala fueron invitados a participar en la Bienal de Venecia en 2000. El New York Times escogió informar sobre el proyecto "60 Minute Man" por ser de su preferencia entre todas las obras en la Bienal. En su proyecto, Casagrande & Rintala plantaron un bosque de robles en una barcaza abandonada donde la tierra fue abonada con 60 minutos de excremento producido por la ciudad de Venecia. 
La obra de Casagrande abarca las esferas de arquitectura, urbanismo, planificación ambiental, arte experimental e otras disciplinas artísticas.

En la búsqueda para la arquitectura subconsciente, la realidad y la conexión verdadera entre el hombre moderno y la naturaleza es la clave. El cree que uno no debe dejarse vendar los ojos a causa de la tensión del diario vivir, el contexto económico, la accesibilidad a la red cibernética llena de entretenimiento e información. Lo que es real es valioso.

Casagrande fue nombrado profesor de planificación urbana, especializándose en sistemas ecológicos en la Universidad de Tamkang, en Taiwán, después de realizar el proyecto de Treasure Hill. En este proyecto, Casagrande transformó un asentamiento ilegal de agricultores urbanos a un laboratorio experimental de urbanismo ambiental. La rehabilitación del lugar suscitó reacciones mixtas de la comunidad. En 2017, fue profesor invitado de la Escuela Nacional Superior de arquitectura de Versalles.

## Obras importantes

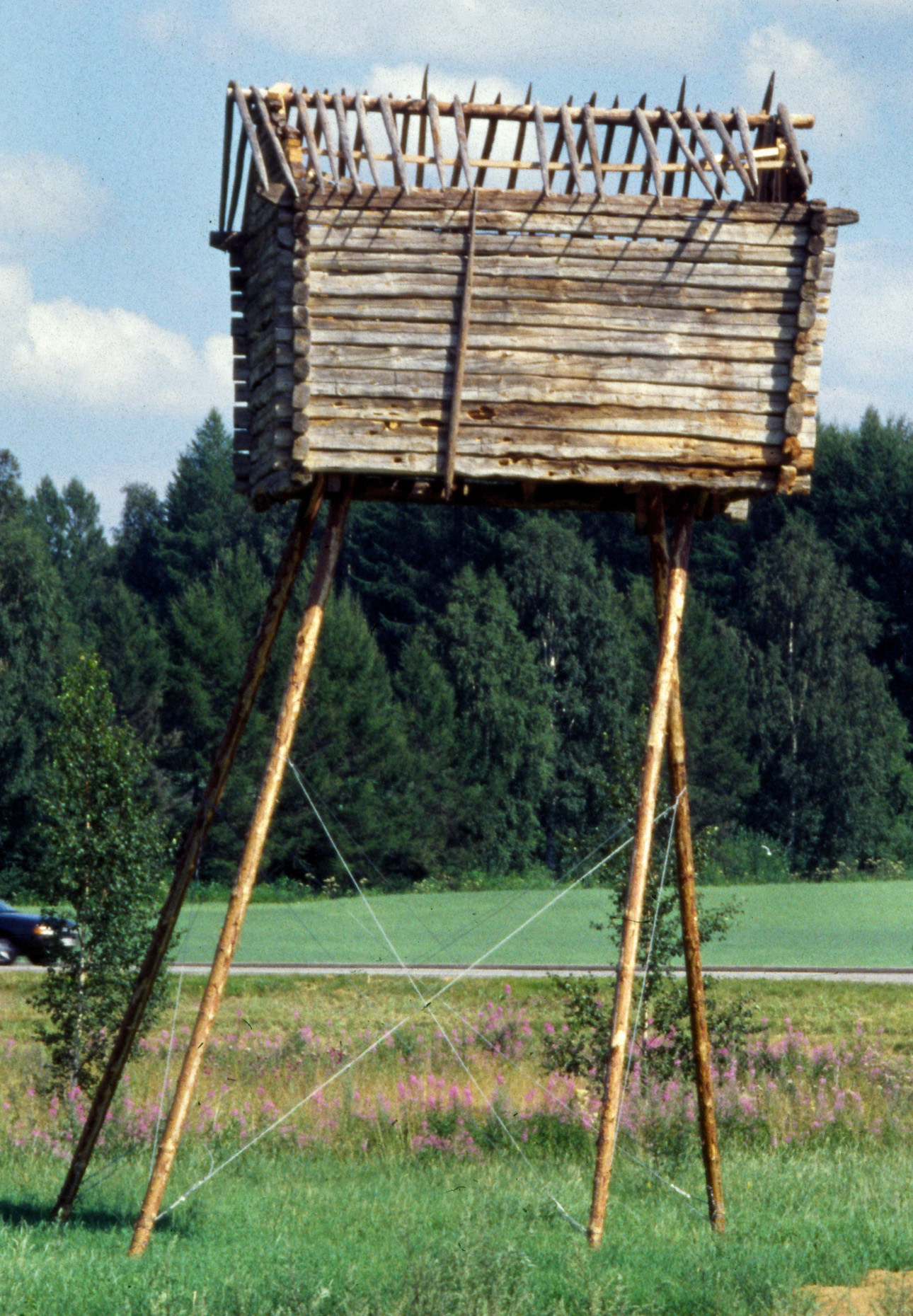
Land (e) scape, 1999.

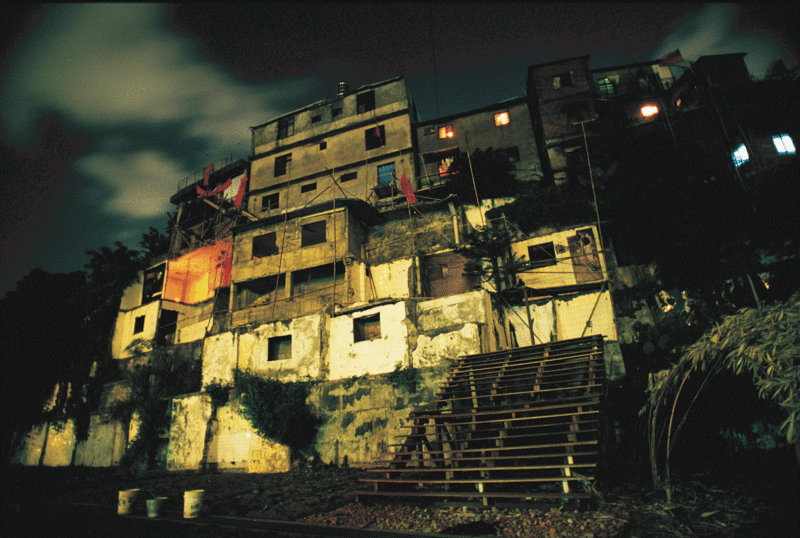
Treasure Hill, 2003.

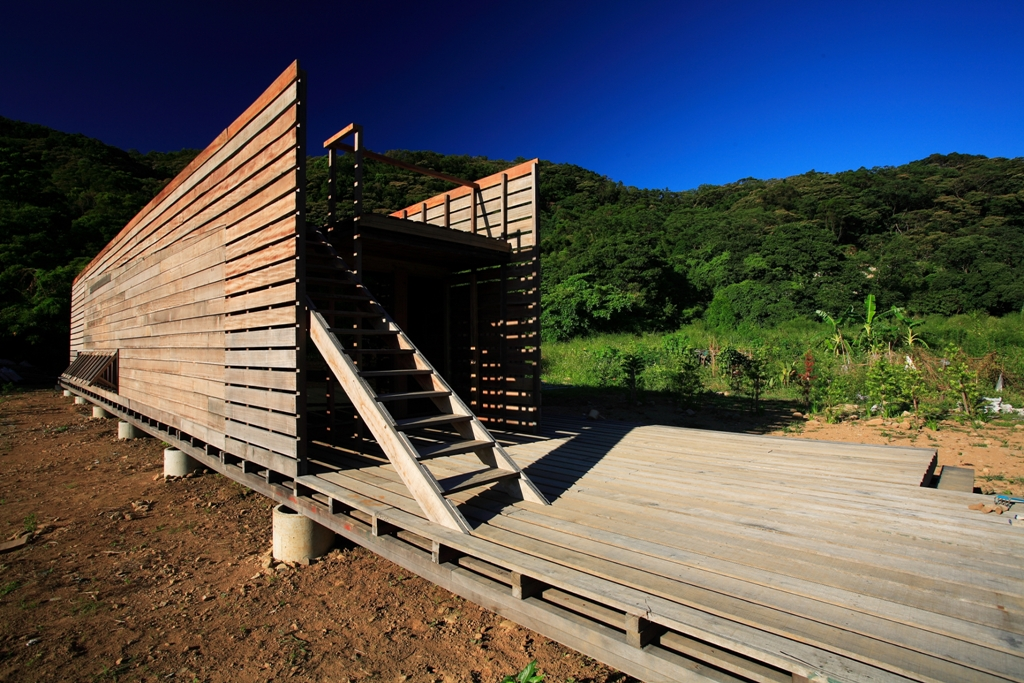
Chen House, 2008.

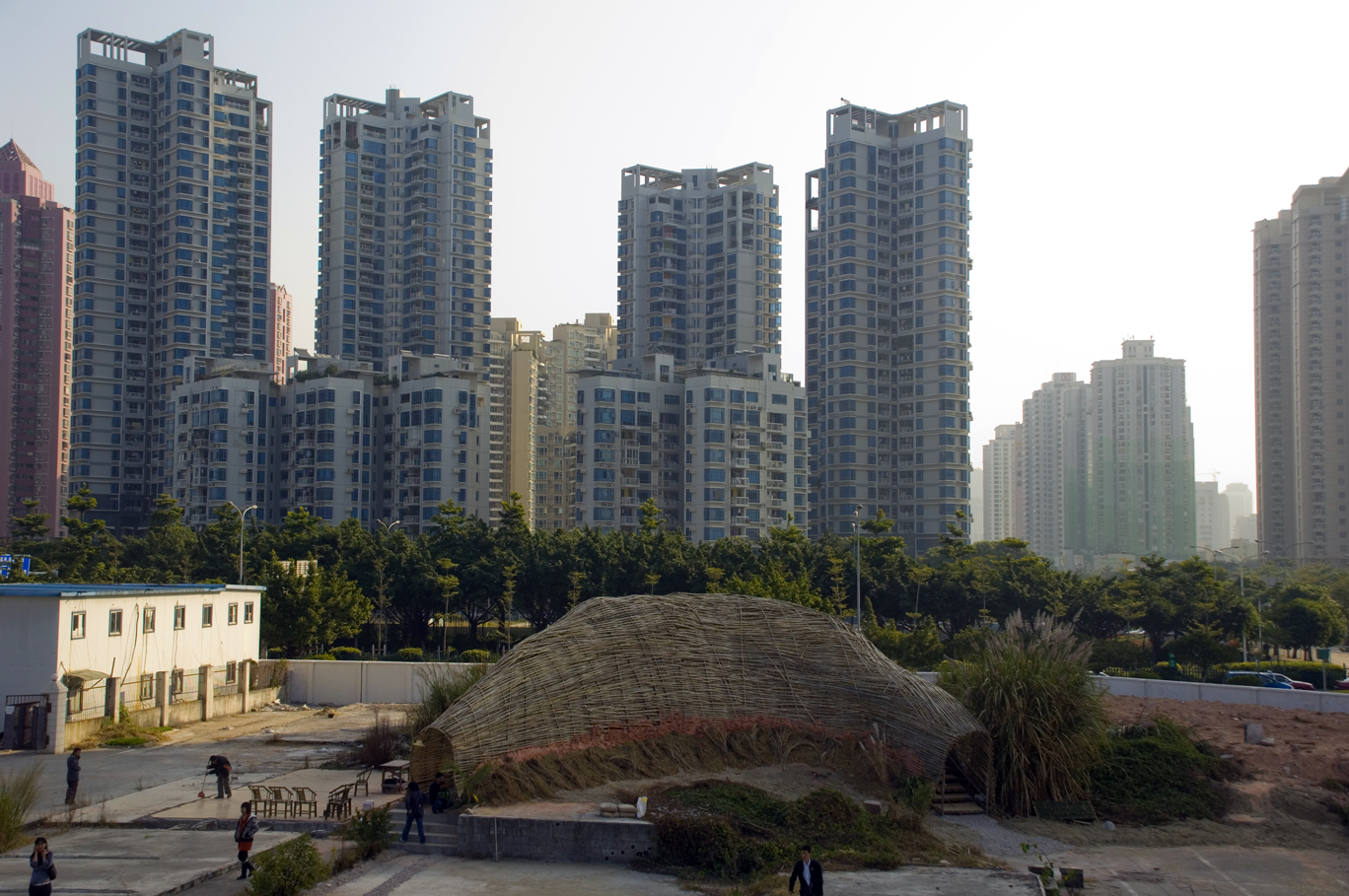
Bug Dome, 2009.

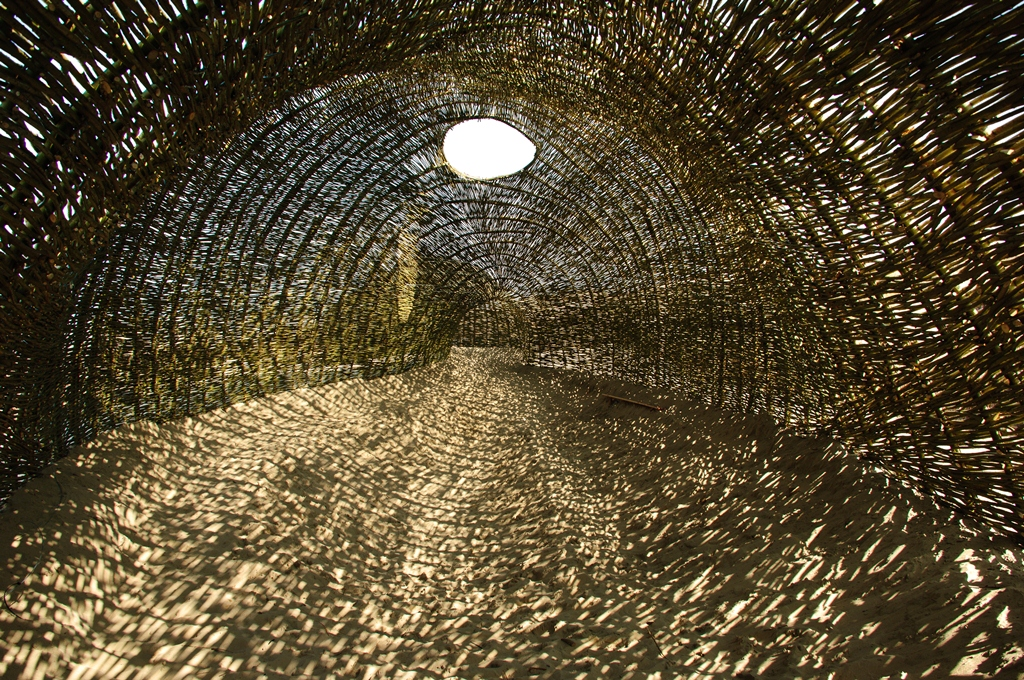
Sandworm, 2012.

- Land (e) scape, instalación arquitectónica, Casagrande & Rintala, Savonlinna Finland 1999. Tres granjas abandonadas montadas sobre palos de 10 metros de altura creando la ilusión que las casas seguirían los granjeros hacia la ciudad en el sur, lugar a donde han migrado muchos agricultores. Al final de la instalación, las casa fueron quemadas por los autores de la obra.

- 60 Minute Man, instalación arquitectónica, Casagrande & Rintala, Venice Architecture Biennale 2000. Una barcaza de 50 metros de largo en la cual un bosque de robles fue sembrado sobre un suelo abonado por 60 minutos de excremento humano producido por la ciudad de Venecia.

- Uunisaari Summer Theatre, arquitectura efímera, Casagrande & Rintala, Helsinki Finland 2000. Un teatro temporero de forma circular en Suomenlinna –una isla a las afueras de la ciudad de Helsinki.[12]

- 1000 White Flags, instalación de arte ambiental, Casagrande & Rintala, Koli Finland 2000. Sábanas blancas de una institución de salud mental se reutilizaron en la forma de banderas ocupando el lado de una montaña donde los árboles habían sido talados para crear un área de ski de nieve. Las banderas representan la curación de la montaña.[13]

- Quetzalcoatlus, instalación, Casagrande & Rintala, Habana Biennale 2000. Una vara de hierro de 300 kilogramos fue colgada entre dos edificios de la universidad con 10 kilómetros de línea de pescar. A través del día la altura del objeto cambiaba dado a la contracción y expansión del hilo de pescar producido por la temperatura en el ambiente. Esto daba la ilusión de una vara que vuela.

- Bird Hangar, instalación arquitectónica, Casagrande & Rintala, Yokohama Triennial 2001. Una estructura de vara con soga de hemp en forma de un silo liberaba por el centro de su techo abierto pájaros de balsa atados a globos meteorológicos cargando semillas de vegetales Japoneses para los habitantes de la ciudad.[14]

- Instalación 1:2001, instalación pública, Casagrande & Rintala, Firenze Biennale 2001. Una pared curva compuesta de 15,000 libros políticos, filosóficos y religiosos de todas partes del mundo se montaron con los títulos hacia fuera del muro y las páginas blancas hacia dentro. Los títulos hacia fuera demuestran la diversidad de los pensamientos humanos, pero las páginas en el interior dan un sentimiento de homogeneidad y unión, como si todos los pensamientos de los distintos libros fueran uno. El trabajo originalmente debió haber sido instalado en Cuba, pero la resistencia política forzó a que el proyecto se ejecutara en Italia.[15][16]

- Dallas-Kalevala, recorrido artístico, Casagrande & Rintala, Deméter Arte Ambiental, Hokkaido Japón 2002. Un viaje por tierra desde Finlandia hasta Japón por automóvil se coleccionó fotos en formato polaroid de abuelas, viejos machetes y grabaciones de radio local. Todo se exhibió en una instalación final demostrando la transformación genética del recorrido.[17]

- Chain Reactor, instalación arquitectónica, Casagrande & Rintala, Montreal Biennale 2002. Un cubo de 6 x 6 x 6 metros se construyó con un esqueleto de vigas de acero y una piel de cadenas recicladas de hierro para guardar un espacio para una fogata pública.[18]

- Anarchist Gardener, instalaciones urbanas y arte experimental, Puerto Rico Bienal 2002, desfile de un Dios inventado para terminar con el tráfico de la autopista a través de la construcción de jardines Zen industriales.[19]

- Floating Sauna, arquitectura efímera, Casagrande & Rintala, Rosendahl village Norway 2002. Un sauna transparente que flota al final de un fiordo se colocó como un espacio público para una aldea de pescadores.

- Redrum, instalación arquitectónica, Casagrande & Rintala, Alaska Design Forum 2003. Un templo en conmemoración al óleo crudo se edificó frente al edificio gubernamental de los Estados Unidos en medio de la ciudad de Anchorage. La instalación se compuso de una estructura creada por tanques utilizados para el transporte en tren del óleo crudo, un piso de caracoles de ostra y una fogata en el fondo del templo.[20]

- Potemkin, parque, Casagrande & Rintala, Etchigo Tsumari Contemporary Art Triennial 2003. Un parque de acero de 130 metros de largo puesto para la meditación posindustrial en medio de un cultivo de arroz.[21]

- Treasure Hill, restauración de viviendas, Taipéi Taiwán 2003. Rehabilitación ecológica realizada para un asentamiento ilegal de viviendas en el área.[22]

- Post Industrial Fleet, arquitectura naval, CREW*31, Venice Architecture Biennale 2004. Estrategia arquitectónica para el reciclaje de barcos industriales que están fuera de servicio.[23]

- Human Layer, acupuntura urbana, Greetings from London,[24] 2004. Una serie de planos creados por la acupuntura urbana para la ciudad de Londres, Helsinki y Taipéi.[25]

- Chamber of the Post-Urbanist 104, instalación sobre un estilo de vida, Taipéi Museum of Contemporary Art 2005. Muebles fabricados en acero para una cueva posindustrial pensando en un hombre que regresa a vivir bajo un estilo de vida cavernícola.[26]

- Future Pavillion, Taiwán Design Expo, exhibición en una ruina del campamento militar de Wei Wu utilizando múltiples disciplinas entre el arte y la arquitectura en Kaoshioung[27][28]

- CityZenGarden, instalación, junto con 3RW Architects,[29] Venice Architecture Biennale 2006. Jardín oriental de piedras compuesto de cristal reciclado que proviene de una prisión en Venecia. A la vez, se mostró un documentario de granjeros urbanos de Taiwán.[30][31]

- Chen House, World Architecture Community Award 2009.[32] Con este proyecto se buscó que lo artificial, lo construido por el hombre, se convirtiera en parte de la naturaleza.[33]

- Bug Dome,  Bienal de Urbanismo y Arquitectura de Hong Kong y Shenzhen 2009. «El capullo es un refugio débil para el hombre moderno, para escapar de la fuerza del urbanismo explosivo en el corazón de Shenzhen. Es un refugio para proteger los insectos industriales de los elementos de lo no-natural.»[34]

- Ruin Academy (Taipéi, Taiwán 2010 -) es una plataforma educativa independiente de arquitectura. La Academia es vista como un ejemplo o un fragmento de la Ciudad de tercera generación, la ruina orgánica de la ciudad industrial.[35]

- El pabellón Cicada (Taipéi, Taiwán, 2011) propone una operación de acupuntura urbana en donde el viandante encuentra un refugio de bambú en el contexto de masificación urbana de la ciudad de Taipéi.[36]